# Новлянское (городской округ Домодедово)
Новлянское — деревня в городском округе Домодедово Московской области.

## География
Находится в южной части Московской области на расстоянии приблизительно 10 км на восток по прямой от железнодорожной станции Домодедово.

## История
Упоминается с 1629 года.

## Население
Постоянное население составляло 33 человека в 2002 году (русские 100 %), 22 в 2010.